# L'Étrange Festival 2023
L'Étrange Festival 2023, 29e édition du festival, se déroule du 5 au 17 septembre 2023.

## Déroulement et faits marquants
La programmation est révélée fin août 2023.
Outre la compétition, la 29e édition du festival propose des Cartes Blanches à Olympe de G., Gareth Evans, Kirill Serebrennikov et Chaos Reigns , des hommage aux Frères Ramsay et à Bert I. Gordon.
Le 17 septembre 2023, le palmarès est dévoilé : le film Die Theorie von Allem de Timm Kröger remporte le Grand Prix Nouveau Genre et le Prix du public.

## Sélection

### En compétition
- Moon Garden de Ryan Stevens Harris
- The Childe de Park Hoon-jeong
- Concrete Utopia de Eom Tae-hwa
- The Sweet East de Sean Price Williams
- Mad Fate de Soi Cheang
- Kennedy de Anurag Kashyap
- Hit Big de Jukka-Pekka Valkeapää
- Sympathy for the Devil de Yuval Adler
- Embryo Lava Butterfly de Kyros Papavassiliou
- Die Theorie von Allem de Timm Kröger
- You'll Never Find Me de Josiah Allen et Indianna Bell
- Target de Park Hee-kon

### Ouverture
- The Childe de Park Hoon-jeong

### Clôture
- The Wandering Earth 2 de Frant Gwo

### Mondovision
- The Survival of Kindness de Rolf de Heer
- On the Line de Kim Gok et Kim Soon
- 2551.02 – The Orgy of the Damned de Norbert Pfaffenbichler
- Pandemonium de Quarxx
- Club Zero de Jessica Hausner
- Bodyshop de Scud
- The Roundup: No Way Out de Lee Sang-yong
- Goliath de Adilkhan Yerzhanov

### Nouveaux talents
- The End (Fragments artificiels de l'espèce humaine) de Aurélien Héraud et Olivier Héraud
- Comme un lundi de Ryo Takebayashi
- Vincent doit mourir de Stéphan Castang

### Séances spéciales
- Vermines de Sébastien Vaniček
- The Zone of Interest de Jonathan Glazer
- Le Festin nu de David Cronenberg
- Caligula de Tinto Brass
- A way to die: the films of Peter Christopherson and John Balance de Maxime Lachaud et Reivaks Timeless
- Polia & Blastema de E. Elias Merhige
- Din des oiseaux célèbres de E. Elias Merhige
- Begotten de E. Elias Merhige
- Rainer, a Vicious Dog in a Skull Valley de Bertrand Mandico
- Nous, les barbares de Bertrand Mandico

### Carte Blanche àOlympe de G.
- Dilemma of Modern Sex Simulation de Charlotte Bevilacqua
- Il n'y a pas de rapport sexuel de Raphaël Siboni
- The 36-Year-Old-Virgin de Skyler Braeden Fox
- La Chatte à deux têtes de Jacques Nolot
- Mat et les gravitantes de Pauline Pénichout
- Linda/Les & Annie de Johnny Armstrong, Albert Jaccoma et Annie Sprinkle
- Les Îles de Yann Gonzalez
- Septième Ciel de Andreas Dresen

### Carte Blanche àGareth Evans
- Génération rebelle (Dazed and Confused) de Richard Linklater
- A Colt Is My Passport de Takashi Nomura
- Evil Dead 2 de Sam Raimi
- Dead or Alive de Takashi Miike
- Buster et les flics (Cops) de Edward F. Cline et Buster Keaton
- La Maison démontable de Edward F. Cline et Buster Keaton
- Le Kid de Charlie Chaplin

### Carte Blanche àKirill Serebrennikov
- La Légende de la forteresse de Souram de Sergueï Paradjanov et Dodo Abachidze
- Les Mille et Une Nuits de Pier Paolo Pasolini
- Nous, les vivants de Roy Andersson
- Le Charme discret de la bourgeoisie de Luis Buñuel
- La Montagne sacrée de Alejandro Jodorowsky

### Chaos Reigns: 10 ans de Chaos
- Scorpio Rising de Kenneth Anger
- Perdidos en la noche de Amat Escalante
- Ponytail de Barry Doupé
- Les branlements progressifs du plaisir de Lionel Bernard, Alain Burosse
- La recette du splosh de Pascal Forneri
- Silip de Elwood Perez
- Quitter le jour de Anatole Levilain-Clément
- Monde de gloire de Roy Andersson
- Kitchen Sink de Alison Maclean
- Bien sous tous rapports de Marina de Van
- Sick: The Life & Death of Bob Flanagan, Supermasochist de Kirby Dick

### Ramsay Brothers: Horror Made In India
- Purana Mandir de Tulsi Ramsay et Shyam Ramsay
- Tahkhana de Tulsi Ramsay et Shyam Ramsay
- Veerana de Tulsi Ramsay et Shyam Ramsay
- Purani Haveli de Tulsi Ramsay et Shyam Ramsay

### Hommage àBert I. Gordon
- La révolte des poupées
- Tormented
- Village of the Giants
- Picture Mommy Dead
- Le Détraqué
- Soudain... les monstres

### Une soirée avecChristophe Bier
- Massacre pour une orgie de Jean-Pierre Bastid
- Chut ! de Jean-Pierre Mocky

### Les pépites de L'Étrange
- Thundercrack! de Curt McDowell
- Putney Swope de Robert Downey Sr.
- Les Femmes de Stepford de Bryan Forbes
- La Boîte magique de John Boulting
- Brain Dead de Adam Simon
- Money Movers de Bruce Beresford
- Freeze Me de Takashi Ishii
- La Jeunesse de la bête de Seijun Suzuki
- La Résurrection du dragon de Chi Lo
- Magadheera de S.S. Rajamouli
- La Fille de la météo de Tomoaki Hosoyama
- Paris-secret de Pierre Roustang

## Palmarès
- Grand Prix Nouveau Genre : Die Theorie von Allem de Timm Kröger
- Prix du public : Die Theorie von Allem de Timm Kröger
- Prix du Jury Court Métrage : Tigre Místico de Marc Martínez Jordán
- Prix du Public Court-Métrage : Intelligence de Jeanne Frenkel et Cosme Castro